# Zračna luka Ahvaz
Zračna luka Ahvaz (IATA kod: AWZ, ICAO kod: OIAW) smještena je nedaleko od grada Ahvaza u jugozapadnom dijelu Irana odnosno pokrajini Huzestan. Nalazi se na nadmorskoj visini od 20 m. Zračna luka ima jednu asfaltiranu uzletno-sletnu stazu dužine 3398 m, a koristi se za tuzemne i inozemne letove. Zračni prijevoznici koji nude redovne letove u ovoj zračnoj luci uključuju Caspian Airlines, Iran Air, Iran Air Tours, Iran Aseman Airlines i Kish Air.

## Vanjske poveznice
- (engl.) DAFIF, World Aero Data: OIAW  Arhivirana inačica izvorne stranice od 4. ožujka 2016. (Wayback Machine)
- (engl.) DAFIF, Great Circle Mapper: AWZ